# Furacão Beta
O furacão Beta foi um ciclone tropical compacto e intenso que atingiu o sudoeste do Caribe no final de outubro de 2005. Beta foi a vigésima quarta tempestade tropical, o décimo quarto furacão e o sétimo e último grande furacão da temporada recorde de furacões no Atlântico de 2005. Em 21 de outubro, uma onda tropical em desenvolvimento entrou no Mar do Caribe oriental e gerou a Tempestade Tropical Alpha no dia seguinte. Quando a onda entrou no sudoeste do Caribe, a convecção se desenvolveu novamente e em 26 de outubro, o sistema gerou outra área de baixa pressão que evoluiu para a Depressão Tropical Vinte e seis. A depressão se intensificou em uma tempestade tropical na manhã seguinte e foi chamada de Beta. Pela manhã de 28 de outubro, a tempestade intensificou-se para um furacão, o décimo quarto da temporada. Beta sofreu uma rápida intensificação por várias horas para atingir seu pico de intensidade com ventos de 115 mph (185 km/h) em 30 de outubro. A tempestade começou a piorar antes do landfall, enfraquecendo para a categoria 2 status ao cruzar o litoral da Nicarágua. O rápido enfraquecimento se seguiu ao landfall, e a tempestade se dissipou na manhã seguinte.
Devido à proximidade da tempestade com a América Central, vários países foram colocados em alerta e começaram a distribuir suprimentos para um possível desastre. Vários alertas e avisos de furacão foram levantados para a pequena ilha colombiana de Providencia, bem como para os litorais da Nicarágua e de Honduras. Estima-se que 150 mil pessoas foram evacuadas de regiões perigosas na Nicarágua e mais de 125 mil outras foram evacuadas em Honduras.
Como uma tempestade tropical, Beta produziu fortes chuvas no norte do Panamá, chegando a 3 polegadas (76 mm), o que causou vários deslizamentos de terra, bem como três mortes. Em 29 de outubro, a tempestade passou sobre a Ilha de Providencia, causou danos significativos às estruturas e feriu 30 pessoas. Em Honduras e na Nicarágua, mais de mil estruturas foram danificadas pela tempestade, centenas das quais foram destruídas. Dez pessoas foram inicialmente temidas mortas depois que seu barco ficou à deriva durante a tempestade. No entanto, um navio panamenho resgatou os homens depois de ficarem à deriva na água por várias horas. As chuvas em Honduras totalizaram 21,82 in (554 mm) e 6,39 in (162 mm) na Nicarágua. Seis pessoas morreram na Nicarágua como resultado da tempestade e o custo para reparar danos ultrapassou 300 milhões de córdoba (US$ 14,5 milhão). No geral, Beta foi responsável por nove fatalidades e mais de US$ 15,5 milhões em danos em quatro países.

## História meteorológica
Em 21 de outubro, uma onda tropical em direção ao oeste entrou no Caribe. A onda desenvolveu rapidamente uma convecção organizada, indicando que uma possível área de baixa pressão se desenvolveu ao longo da onda. O desenvolvimento contínuo levou à formação da Depressão Tropical Vinte e Cinco (que mais tarde seria chamada de Alfa). A onda continuou a se mover em direção ao oeste, produzindo um mínimo de chuva e atividade de tempestade. Uma vez no sudoeste do Caribe, a onda diminuiu e a convecção gradualmente se desenvolveu novamente em 25 de outubro. No dia seguinte, com organização continuada, o National Hurricane Center (NHC) afirmou que uma depressão tropical poderia se desenvolver em um ou dois dias seguintes. Por volta das 18h00 UTC, o NHC determinou que a Depressão Tropical Vinte e Seis desenvolveu cerca de 105 milhas (170 km) ao norte da costa central do Panamá.
Localizada em uma área de forte cisalhamento do vento vertical e altas temperaturas da superfície do mar, a depressão se intensificou. Às 06h00 UTC na manhã seguinte, a depressão foi elevada a tempestade tropical e recebeu o nome de Beta pelo NHC. Beta estava se movendo lentamente em direção ao norte-noroeste em resposta a um vale de ondas curtas na metade da troposfera sobre o Golfo do México e a crista na metade da troposfera a nordeste da tempestade. A convecção profunda desenvolveu-se perto do centro de circulação, significando um sistema em desenvolvimento. Com condições favoráveis para o desenvolvimento, a previsão era que Beta se intensificasse em um furacão antes de atingir o centro da Nicarágua. Uma parede do olho desenvolveu-se rapidamente em torno do centro de circulação, aumentando ainda mais a intensificação. Com a formação de uma parede do olho e o tamanho compacto da tempestade, uma rápida intensificação foi antecipada. No final de 27 de outubro, ventos máximos sustentados em torno do centro de Beta foram estimados em 60 mph (95 km/h). Um aumento no cisalhamento do vento causou uma pequena perturbação na estrutura da tempestade, evitando brevemente o fortalecimento.

Furacão Beta intensificando-se a leste da Nicarágua em 29 de outubro

Após manter sua intensidade por 30 horas, o cisalhamento enfraqueceu e Beta começou a se intensificar novamente. Por volta das 00h00 UTC em 29 de outubro, a tempestade passou perto da Ilha Providencia com ventos de 70 mph (110 km/h), logo abaixo do status de furacão. Neste momento, o ciclone começou a girar em direção ao oeste. Beta se intensificou em um furacão várias horas depois, com ventos de 80 mph (140 km/h), à medida que um olho se pronunciava nas imagens de satélite infravermelho. Localizado ao sul de um ponto fraco dentro da cordilheira subtropical, o movimento do furacão desacelerou para uma direção oeste. Com a formação de um olho, as chances de rápida intensificação chegaram a 62%, e a tempestade poderia se tornar um grande furacão - um furacão com ventos de 111 mph (178 km/h) ou mais - antes do landfall. Beta continuou a se intensificar conforme a convecção se aprofundou em torno de 18,5 km olho largo, fortalecendo-se em um furacão de categoria 2 com ventos de 105 mph (170 km/h).
Depois de passar por um breve período de rápida intensificação a partir das 18h00 UTC em 29 de outubro - 06h00 UTC em 30 de outubro, o furacão atingiu seu pico de intensidade como um furacão de categoria 3 com ventos de 115 mph (185 km/h) e uma pressão mínima de 962 mbar ( hPa ; 28,42 inHg ). A tempestade também começou a virar para o sul-sudoeste quando atingiu seu pico de intensidade e seu tamanho máximo, com ventos com força de tempestade tropical estendendo-se por 60 mi (95 km) do centro. No entanto, à medida que se aproximava da costa, o topo das nuvens ao redor do olho começou a esquentar, significando enfraquecimento. Por volta das 12h00 UTC em 30 de outubro, Beta atingiu o continente no centro da Nicarágua perto de La Barra del Rio Grande com ventos de 105 mph (165 km/h).  Depois de atingir a costa, o furacão enfraqueceu para uma tempestade tropical, com ventos diminuindo para 65 mph (100 km/h), à medida que a estrutura da tempestade começou a se deteriorar. No início de 31 de outubro, Beta enfraqueceu para uma depressão tropical e se dissipou algumas horas depois sobre as montanhas do centro da Nicarágua.

## Preparativos

### Panamá, Costa Rica e El Salvador
Embora o Panamá e a Costa Rica não estivessem no caminho direto do furacão Beta, avisos de tempestade foram emitidos para os dois países em outubro. 27 como chuvas fortes, até 20 in (508 mm), a partir das bandas externas de Beta foram possíveis. O Escritório de Coordenação de Assuntos Humanitários no Panamá alertou autoridades na Nicarágua, Honduras, Costa Rica, El Salvador e Guatemala sobre os possíveis impactos de Beta. Oficiais da defesa civil em El Salvador declararam um alerta preventivo devido à possibilidade de deslizamentos de terra provocados pela chuva nas faixas externas de Beta.
No início da manhã de 27 de outubro o Governo colombiano emitiu um alerta de tempestade tropical para as ilhas de San Andrés e Providencia. Horas depois, um alerta de furacão foi emitido. No final da manhã, os dois avisos foram substituídos por um aviso de furacão. A ilha não teve muito tempo para se preparar para o furacão Beta, sendo atingido apenas três dias após sua formação. Dos seus 5 000 todos os moradores permaneceram para resistir à tempestade, mas cerca de 300 deles evacuaram casas de madeira na praia em busca de abrigos de tijolos mais resistentes nas montanhas da ilha. A ilha vizinha de San Andrés iniciou uma moratória em todas as atividades ao ar livre quando as faixas externas da tempestade alcançaram a ilha em 29 de outubro.  As autoridades evacuaram cerca de 700 pessoas, 500 turistas e 200 residentes em San Andrés para abrigos temporários. O governo colombiano forneceu 8 toneladas (7,2 toneladas) de alimentos e suprimentos de emergência, incluindo 1 100 lençóis, 300 redes e 350 kits de cozinha para a ilha.

### Nicarágua

Acúmulos de chuva de três horas estimados pelo TRMM a partir do furacão Beta de 26 a 31 de outubro de 2005

Imediatamente após a formação da tempestade em 26 de outubro, o Governo da Nicarágua emitiu um alerta de tempestade tropical para toda a sua costa oriental. No dia seguinte, o alerta de tempestade tropical foi complementado por uma vigilância de furacão. Em 29 de outubro, o presidente da Nicarágua Enrique Bolaños declarou um "alerta vermelho" máximo para a costa leste do país. Apesar dos esforços do governo, apenas 10 mil pessoas foram evacuadas da costa do lado caribenho e a maioria se trancou em suas casas.  No entanto, o exército nacional informou que 150 mil pessoas foram evacuadas antes da chegada da tempestade. O governo posicionou alimentos, remédios, roupas, suprimentos de emergência e especialistas em resgate do exército nas áreas mais vulneráveis para fornecer socorro imediatamente após o fim da tempestade.   As aulas foram canceladas em todas as escolas do país e as empresas tiveram uma demanda crescente por suprimentos para o furacão.
Na cidade de Puerto Cabezas, com população de 60 mil habitantes, meteorologistas esperavam um golpe direto.  As autoridades locais anunciaram um toque de recolher para evitar saques. O governo também cortou a eletricidade em toda a pequena cidade costeira para evitar ferimentos.  As evacuações foram limitadas e os mais vulneráveis da população resistiram à tempestade em abrigos mal construídos. Para poder responder a uma emergência após Beta, o governo da Nicarágua solicitou suprimentos de socorro para 41.866 famílias que durariam 15 dias. Esses suprimentos consistiam em 98 000 lb (44 452 kg) de cereais, 628 600 lb (285 128 kg) de feijão, 628 600 lb (285 128 kg) de milho, 125 7200 lb (57 025 kg) de arroz, 44 500 lb (20 184 kg) de açúcar, 171 600 lb (77 836 kg) de sal, 4 929 gal (18 658 L) de óleo de cozinha, 324 900 lb (147 372 kg) de leite e 21 264 cobertores.

### Honduras
Em 29 de outubro, o presidente de Honduras, Ricardo Maduro, declarou estado de emergência nacional, já que Beta estava previsto para trazer fortes chuvas até 12 in (300 milímetros). Três departamentos, Gracias a Dios, Colon, Olancho e El Paraiso, foram colocados sob Alerta Vermelho e evacuações obrigatórias foram postas em prática. Os departamentos de Atlántida, Yoro, Comayagua, Francisco Morazán e Choluteca foram colocados sob Alerta Amarelo e um Alerta Verde foi implementado para o resto do país. A Agência de Gerenciamento de Emergências Local abriu seus escritórios regionais e municipais para conduzir atividades preparativas. Uma rede de rádio de emergência foi instalada para alertar o público sobre qualquer emergência. O governo designou várias escolas públicas como abrigos para a população afetada. No Departamento de Francisco Morazán, a Comissão Municipal de Emergência de Tegucigalpa inaugurou 73 abrigos. Limpeza extensiva e eliminação de lixo foram realizadas, especialmente em torno de riachos, rios e esgotos. As Forças Armadas Nacionais foram colocadas em áreas estratégicas e ficaram de prontidão para operações de busca e resgate assim que a tempestade passou. Cerca de 3 306 toneladas (3 000 toneladas) de alimentos estavam disponíveis e as viagens locais no país foram suspensas. Em Tegucigalpa, o comitê de emergência pediu a evacuação de 125 000 pessoas das áreas mais vulneráveis da capital. Cerca de 8 000 outras pessoas foram evacuadas de 50 comunidades ao longo da fronteira com a Nicarágua devido à ameaça de enchentes. Um alerta de furacão foi colocado em prática em áreas ao norte da fronteira com a Nicarágua, mas foi cancelado em 30 de outubro depois que Beta virou para o sudeste.

## Impacto
| País      | Pessoas evacuadas | Fatalidades | Precipitação máxima | Danos (em USD)  |
| --------- | ----------------- | ----------- | ------------------- | --------------- |
| Panama    | None              | 3           | ~3 pol (76 mm)      | Desconhecido    |
| Colombia  | ~1 000            | 0           | >12 pol (300 mm)    | Desconhecido    |
| Nicarágua | ~150 000          | 6           | 6,39 pol (162 mm)   | $ 6,5 milhões   |
| Honduras  | ~133 000          | 0           | 21,82 pol (554 mm)  | $ 9 milhões     |
| Total     | ~284 000          | 9           | -                   | >$ 15,5 milhões |

O furacão Beta foi responsável por nove fatalidades e cerca de US $ 15,5 milhões (2005 USD) em danos em quatro países.

### Panamá

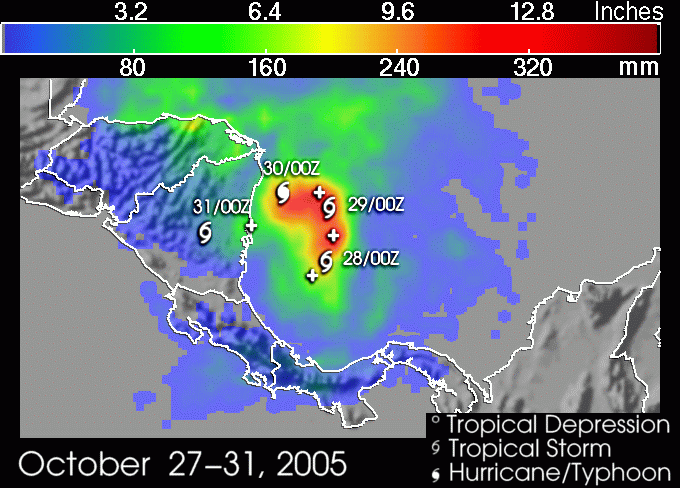
Estimativa de satélite dos totais de chuva do furacão Beta

Fortes chuvas nas bandas externas do Furacão Beta, chegando a 3 in (76 mm), causou inundações e deslizamentos de terra no Panamá. Pelo menos 256 pessoas foram afetadas pela tempestade e 52 casas foram danificadas; no entanto, o custo dos danos é desconhecido. Pelo menos 50 hectares (124 acres) de campos de arroz foram inundados em todo o país. Uma pessoa, uma jovem, foi morta depois que o barco em que estava afundou em meio ao mar agitado. Seus pais escaparam do navio que estava afundando. Duas outras pessoas morreram afogadas depois de serem arrastadas pelo rio Chagres, e duas outras foram dadas como desaparecidas.

### Ilha Providencia
O furacão Beta atingiu a Ilha de Providencia, em 29 de outubro, 2005. A precipitação da tempestade foi estimada em 12 in (304 milímetros). Os telhados foram danificados por toda a ilha,  e a principal torre de comunicações da ilha foi derrubada.  Um total de 1 660 casas foram danificadas pela tempestade em toda a ilha, deixando 1,4 milhão Peso colombiano (2005 POLICIAL; US$ 681) em custos de reparo. Isso interrompeu o serviço de telefonia fixa e, como a ilha não tem serviço de telefonia celular, causou a interrupção total da comunicação com o continente. A chegada de Beta na ilha foi acompanhada por uma tempestade de 2,1 metros, que danificou praias, casas costeiras e estradas, e destruiu uma passarela para turistas. Os recifes de coral ao redor da ilha estavam, em sua maioria, intocados, pois apenas por cento do coral sofreu danos menores. Efeitos menores também foram encontrados em torno de áreas de grama marinha. As praias de toda a ilha perderam em média 9,8 ft (3 m) de areia devido à erosão. Trinta pessoas ficaram feridas e 913 famílias, um total de 3 074 pessoas, foram afetadas durante a passagem do furacão Beta sobre a ilha.

### Nicarágua
Predefinição:Wettest tropical cyclones in Nicaragua
Fortes chuvas do furacão Beta, chegando a 6,39 in (162 mm), e ventos fortes causaram extensos danos a propriedades na Nicarágua. Seis pessoas foram confirmadas como mortas por Beta na Nicarágua, uma das quais foi causada por um ataque cardíaco. Inicialmente, temeu-se que dez outros, que estavam listados como desaparecidos, morreram quando seu navio desapareceu durante a tempestade, mas eles foram resgatados posteriormente por um navio panamenho depois de ficar à deriva nas águas por várias horas. Em todo o país, um total de 376 latrinas, 215 casas, duas escolas, dois centros infantis comunitários, dois tanques de água comunitários e cinco painéis solares foram destruídos. Outras 852 casas, 21 escolas e três centros de saúde foram danificados. O custo para reparar danos causados pelo furacão foi estimado em US$ 2,1 milhões (2006 USD). Um total de 2 668 pessoas ficaram desabrigadas como resultado da tempestade.
Duas comunidades de Miskitos, com uma população total de 3 200, foram isoladas durante a tempestade. Quase 80 por cento das casas em quatro comunidades ao longo da costa caribenha perto de Bluefields foram destruídas pela tempestade. Os fortes ventos de Beta nivelaram 1 200 000 acres (4 900 km2) de áreas florestadas. Os danos agrícolas da tempestade na Nicarágua chegaram a 67 milhões de córdoba (US$ 4 milhão). Danos estruturais totalizaram 35 milhão córdoba (US$ 1,6 milhão). Danos nas estradas em todo o país deixaram mais de 20 milhões de córdoba (US$ 979 000) em danos. No mar, os danos a algas, manguezais e outras formas de vida aquática foram graves. Centenas de peixes mortos surgiram ao longo da costa nos dias seguintes ao Beta.
Chuvas torrenciais, com pico de 21,82 in (554 mm), causou numerosos deslizamentos de terra que isolaram várias comunidades. Danos generalizados ocorreram em estruturas, com vários telhados sendo arrancados.  Placas, árvores, postes de energia e postes de telefone foram derrubados devido ao vento. Quatro rios transbordaram e as comunicações foram interrompidas em áreas próximas à fronteira com a Nicarágua. Estima-se que 60.483 pessoas foram afetadas pela tempestade no país. Um total de 954 casas e 11 pontes foram destruídas, enquanto outras 237 casas, 30 estradas, 30 pontes e 66 sistemas de água potável foram danificados. Um total de 7 692,1 acres (3 112,9 ha) de terras agrícolas foi destruída. Pelo menos 11 000 pessoas ficaram presas pela tempestade. Em todo o país, os danos foram estimados em 170 milhões de lempira (US$ 9 milhão).

## Rescaldo

### Colômbia
Na Ilha de Providência, duas equipes de pessoal humanitário, com um total de 800 pessoas, das Equipes de Intervenção Nacionais foram mobilizadas em resposta a Beta. A Cruz Vermelha Colombiana e o Sistema Nacional de Resposta e Preparação para Desastres (SNPAD) prestaram assistência a 600 famílias com ajuda não alimentar, atendimento pré-hospitalar, primeiros socorros, abrigo temporário e apoio psicossocial e realizaram uma campanha de saúde preventiva no ilha. Em 29 de outubro, Diego Palacio, Ministro da Proteção Social, voou a Providencia para avaliar os danos causados por Beta. Uma fragata também foi enviada para a ilha, carregando duas toneladas de itens de socorro junto com 130 equipes de busca e resgate. A reconstrução da ilha ocorreu logo após a tempestade se dissipar e 60 por cento das estruturas foram reparadas em janeiro 20, 2006. A data de conclusão dos reparos foi fixada na terceira semana de fevereiro.

### Nicarágua

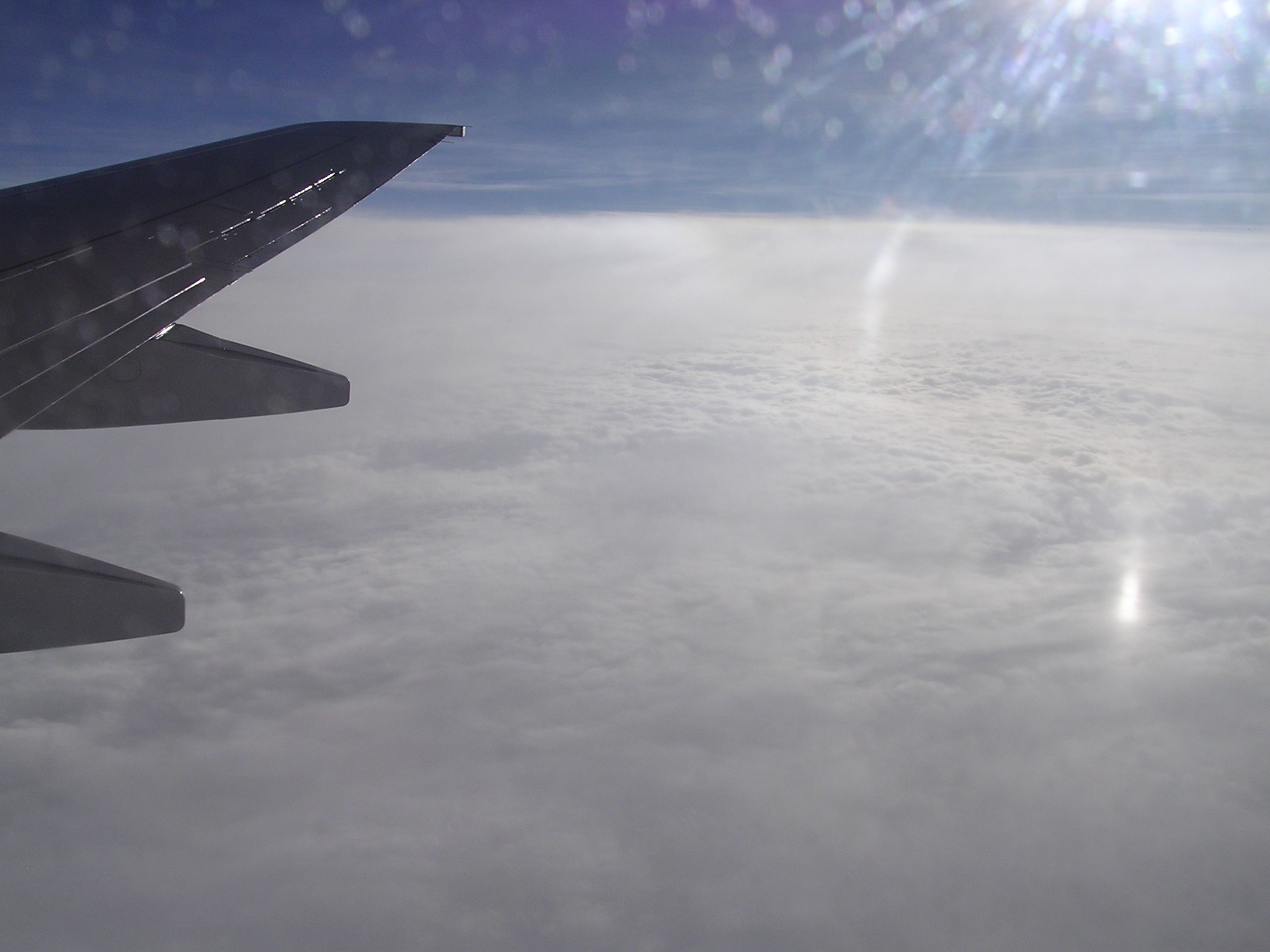
Vista aérea do furacão Beta de um avião sobre o Panamá

O SNPAD na Nicarágua distribuiu alimentos para 1 500 vítimas e informou que eram necessários alimentos para mais 35 000 pessoas. Aproximadamente 300 milhões de córdoba foram necessários para reparar estradas em toda a região afetada. Em 1 de novembro, o governo da Nicarágua anunciou que ajudaria na reconstrução e reparo de 334 para os índios miskitos. Em 7 de novembro, os transportes aéreos de Manágua foram capazes de trazer cerca de 60 toneladas (54 toneladas) de suprimentos para os nativos que vivem ao longo do rio do Coco. Além disso, foram implementados planos de uma operação de quatro meses para abastecer os índios miskitos. Na tentativa de diminuir os efeitos das doenças e da fome, 5 000 toneladas (4 536 toneladas) de alimentos estava planejada para ser distribuída na região durante este período.
Antes do furacão Beta, o embaixador dos EUA na Nicarágua assinou uma declaração de desastre em 28 de outubro, solicitando que a Agência dos Estados Unidos para o Desenvolvimento Internacional (USAID) e o Office of Foreign Disaster Assistance (OFDA) enviem ajuda. Antes de a tempestade chegar, US$ 200 000 foram enviados ao país para distribuição de suprimentos de emergência e combustível para helicópteros. Em 1 de novembro, USAID e OFDA transportaram por via aérea 200 rolos de folhas de plástico, 5.020 recipientes de água de dez litros e 2 736 kits de higiene, avaliados em US$ 120 877. Outros US$ 22 000 foram usados para fornecer uma aeronave e um helicóptero Bell 204/205 para ajudar as áreas afetadas. Em 10 de novembro, outros US$ 100 000 foram enviados para atividades de saneamento e saúde. As Nações Unidas enviaram US$ 10 000 para a Região Autônoma da Costa do Caribe Sul para cobrir necessidades emergenciais. Quarenta e cinco tendas foram enviadas para comunidades carentes. O governo espanhol também enviou US$ 377 188 em ajuda e para a Nicarágua.
O Movimento Internacional da Cruz Vermelha e do Crescente Vermelho enviou 300 embalagens de alimentos, 300 kits de cozinha, 200 colchões, 300 kits de higiene, 150 redes, lonas de plástico e 26,4 toneladas (24 toneladas) de materiais de construção e ferramentas para a Nicarágua. Como precaução, cerca de 2,2 toneladas (2 toneladas) de alimentos também foram enviados para o depósito da Sociedade Nacional em Bogotá. Um total de US$ 116 367 também foi alocado de fundos de ajuda a desastres. A Unidade de Justiça, Relações Globais e Ecumênicas do Canadá também forneceu US$ 6 500 em fundos de socorro à Nicarágua. Dois carregamentos de suprimentos de socorro foram enviados para as áreas mais afetadas pela Direct Relief. A primeira remessa chegou em 9 de novembro; continha 3 000 lbs (1 360 kg) de antibióticos avaliados em US$ 237 241. A segunda remessa chegou em 22 de novembro; continha vários suprimentos, avaliados em US$ 139 283, que seriam entregues nas áreas mais atingidas. Os governos da Suécia e da França enviaram US$ 37 191 e US$ 36 058 em fundos, respectivamente.
Em 31 de outubro, foi assinada uma declaração de desastre para Honduras devido aos efeitos de Beta. A USAID enviou US$ 50 000 em fundos para a compra de itens de socorro, como cobertores, colchões de espuma e kits de higiene. Duas aeronaves Fokker F27 também foram fornecidas para ajudar no transporte de suprimentos de emergência a um custo de US$ 40 000. O Departamento de Defesa dos Estados Unidos enviou militares para as áreas afetadas a partir de 4 de novembro-8. Durante esse tempo, mais de 155 000 lb (70 306 kg) de suprimentos de socorro foram transportados por via aérea para as comunidades afetadas. A embaixada dos Estados Unidos em Honduras também forneceu uma aeronave C-12 Huron para transportar 3 000 lb (1 360 kg) para Puerto Lempira. Um total de US$ 500 000 foi enviado na forma de suprimentos de socorro e transporte da USAID para Honduras. O governo espanhol ofereceu um C-130 Hercules contendo suprimentos de emergência para Honduras. O Programa Mundial de Alimentos pré-posicionou 509 toneladas (461,7 toneladas) de alimentos a serem utilizados em abrigos temporários e atividades de recuperação. O governo da Grã-Bretanha ofereceu assistência humanitária, consistindo em 1 500 sacolas plásticas, 1 800 jerrycans, um helicóptero, cinco barcos, 250 militares e cinco assistentes médicos.

## Nomenclatura e registos
Quando a Depressão Tropical 26 foi atualizada para Tempestade Tropical Beta, foi a primeira vez que a segunda letra do alfabeto grego foi usada para um ciclone tropical. Ao receber o nome, foi a primeira vez que uma temporada de furacões no Atlântico produziu 24 ciclones tropicais ou subtropicais. Operacionalmente, o Beta foi o 13º furacão recorde, ultrapassando os 12 furacões produzidos em 1969. Na análise pós-temporada do National Hurricane Center, a tempestade tropical Cindy foi transformada em furacão, tornando o Beta o 14º furacão de 2005. O nome não foi retirado pela Organização Meteorológica Mundial na primavera de 2006. Permanece na lista auxiliar de tempestades nomeadas e subsequentemente foi reutilizado durante a temporada de furacões de 2020 para a tempestade tropical Beta no Golfo do México.